# 飛び出しナイフ

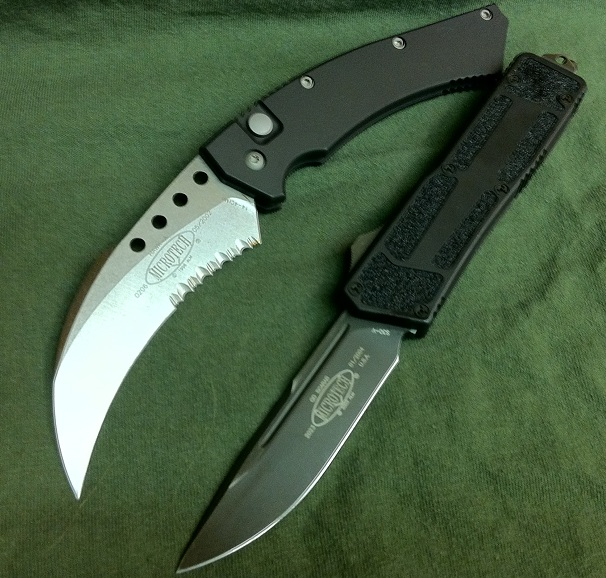

刃が飛び出す様子

飛び出しナイフ（英: Switchblade）とは、基本的に折り畳みナイフと似た形状だがハンドルの部分やヒルトなどについているスイッチを押すと刃が飛び出すナイフ。刃がすぐに飛び出すと危険なため安全装置のついた物も多い。種類としては折り畳みナイフと同じような挙動を行う回転式とハンドルから真っすぐ飛び出すタイプなどがある。
日本では1955年（昭和30年）、当時の銃砲刀剣等所持取締令の改正により所持が許可制となった。
その後は銃砲刀剣類所持等取締法において、以下の条件を満たすものは「刀剣類」として所持制限の対象となっている（銃砲刀剣類所持等取締法第2条）
- 45度以上に自動的に開刃する装置を有する。
かつ
  - 刃渡り5.5cm超

または
  - 開刃した刃体をさやと直線に固定させる装置を有する。
  - 刃先が直線でなくみねの先端部が丸みを帯びていない、または、みねの上における切先から直線で1センチメートルの点と切先とを結ぶ線が刃先の線に対して60度未満の角度で交わる。